# Болоњски конкордат
Болоњски конкордат закључен је 18. августа 1516. године између француског краља Франсоа Ι и папе Лава X.

## Конкордат
У складу са претварањем краљеве власти у апсолутну, краљеви су тежили да себи потчине и цркву и учине је оруђен своје власти. Важан корак у том правцу јесте Болоњски конкордат. Њега је Франсоа Ι закључио са папом Лавом X. У складу са конкордатом краљ је стекао право да поставља кандидате за највише црквене положаје уз пристанак папе. Краљ је могао да дуго не попуњава упражњено место, а приходе од црквених бенефиција убира у своју корист. Бенефиције је могао да поклања и себи блиским људима. Приходи католичке цркве Француске делимично су стајали краљу на располагање. Краљ је за епискпе и опате постављао искључиво високе племиће. Црквени приходи постали су награда за верно племство. 